# کلاوزن
کلاوزن (به ایتالیایی: Chiusa) یک کومونه در ایتالیا است که در تیرول جنوبی واقع شده‌است. کلاوزن ۵۱٫۴ کیلومتر مربع مساحت و ۵٬۱۴۴ نفر جمعیت دارد و ۵۲۳ متر بالاتر از سطح دریا واقع شده‌است.